# Alrekr e Eiríkr
Alrekr e Eiríkr, o Alrek, Alrik; Eirík, Erik, (Gamla Uppsala, III secolo – Gamla Uppsala, III secolo), sono stati due re leggendari sueoni della casata dei Yngling, di Uppsala.

## LaSaga degli Ynglingar
Secondo la Saga degli Ynglingar, Alrekr ed Eiríkr erano figli del precedente re Agni e di sua moglie Skjálf. Quando il padre morì, essi condivisero il regno. Erano possenti in guerra e negli sport, ma erano soprattutto provetti cavalieri e gareggiavano l'uno con l'altro in cavalleria e cavalli.
Un giorno cavalcarono fuori dalla loro tenuta e non tornarono più. Furono ritrovati morti con le teste spaccate, ma senza armi con loro eccetto i morsi dei loro cavalli; si ritenne allora che i due fratelli avessero litigato e si fossero uccisi con i loro morsi. A loro succedettero i figli di Alrekr, Yngvi e Álfr.
Tuttavia in altre versioni morì solo Alrekr, mentre nel passo di Ynglingatal di Þjóðólfr da Hvinir, citato da Snorri Sturluson, solo Alrekr muore esplicitamente. La morte di Eiríkr sembra sia stato un errore di comprensione del passo di Snorri dovuto ad influenze di re successivi. Ecco il passo citato da Snorri, nell'Ynglingatal:
þars Eireki 

bróður vápn 

at bana urðu, 

ok hnakkmars 

með höfuðfetlum 

Dags fríendr 

of drepask kóðu. 

frát maðr áðr 

eykja greiði 

Freys afspring 

í folk hafa.»
dove Eiríkr perì

per l'arma del fratello,

dissero, con le briglie

delle cavalcature

e della stirpe di Dagr

si portarono

un l'altro alla morte.

Mai udito prima

di morsi dei cavalli usati
 
dalla discendenza di Freyr

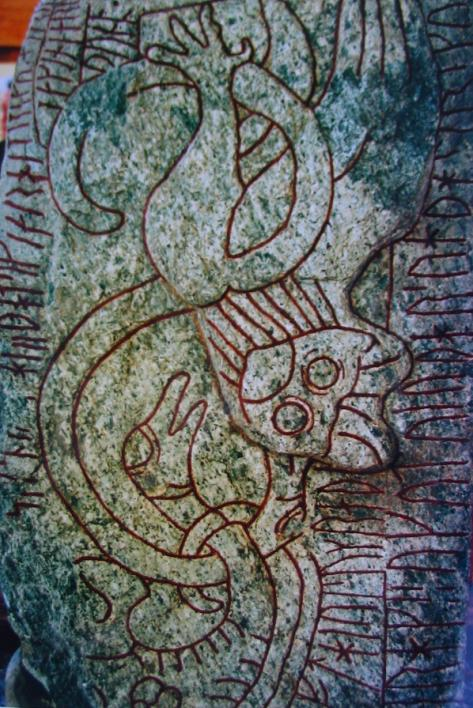
La pietra runica di Sparlösa eretta nel cuore della terra dei Geati, in Västergötland, menziona una grande battaglia, i nomi Erik e Alrik e il padre che risiedeva ad Uppsala.

per combattersi a vicenda.»
(Ynglingatal, Stanze XVIII e XIX.)
L'Ynglingatal riporta poi che Yngvi e Álfr succedettero ad Alrekr ed Eiríkr.
L'Historia Norvegiæ fornisce un riassunto in latino dell'Ynglingatal più vecchio della citazione di Snorri:
(Historia Norvegiæ)
Nel riassunto latino, Hogna è un errore di trascrizione di Agne. Al contrario dell'Ynglingatal, l'Historia Norvegiæ riporta Dagr quale predecessore di Alrekr, mentre Agne risulta il successore di Alrekr e Yngvi (erroneamente chiamato Ingialdr) il successore di Agne. L'Íslendingabók, fonte ancora precedente, cita la linea di discendenza dell'Ynglingatal e fornisce la stessa successione dell'Historia Norvegiæ (la lista dei re in esso contenuta recita xi Dagr. xii Alrekr. xiii Agni. xiiii Yngvi[...]).

## LaSaga di Gautrekre laHrólfs saga Gautrekssonar
Anche la Saga di Gautrekr dice Alrekr ed Eiríkr figli di Agni e Skjálf e co-re, e fu presso di loro che il guerriero Starkaðr scappò dopo aver ucciso re Víkarr. Starkaðr prima li seguì come compagno nelle loro spedizioni vichinghe, poi, quando Alrekr ed Eiríkr ebbero smesso, partì per altre spedizioni da solo.
Ma re Alrekr ebbe breve vita, poiché Eiríkr lo colpì a morte con un morso mentre erano fuori ad allenare i propri cavalli e rimase il solo a governare la Svezia. Questa versione afferma che Eiríkr regnò a lungo, come riportato nella Hrólfs saga Gautrekssonar (Saga di Hrólfr figlio di Gautrekr).
Questa seconda saga introduce il personaggio di Þornbjörg, la figlia di re Eiríkr e della regina Ingigerd, un'esperta skjaldmö che governava su parte del regno; Þornbjörg tuttavia chiamava se stessa "re Þórbergr". Alla fine ella si innamorò di Hrólfr Gautreksson ed accettò di sposarlo, poi depose le armi dandole a suo padre Eiríkr e iniziò a ricamare.

## LeGesta Danorum
Saxo Grammaticus, nel 5° libro delle sue Gesta Danorum, parla di Ericus Desertus (Erik l'Eloquente) e di suo padre, il campione Regnerus (Ragnar), due norvegesi al servizio di re Gøtarus (Götar) di Norvegia, monarca altrimenti sconosciuto. Questo Erik sembra essere l'Eiríkr l'Eloquente o Eiríkr Saggio-nel-Parlare menzionato da Snorri Sturluson nello Skáldskaparmál come membro degli Ylfingar. Egli tuttavia non ha lasciato chiare tracce nella letteratura norrena sopravvissuta.
Saxo compensa a ciò parlando a lungo delle divertenti gesta di Erik. Spiega come Erik abbia superato in astuzia ogni nemico con inganni sottili e sia divenuto il consigliere di Fróði, il figlio di re Friðleifr di Danimarca. Le spedizioni per conto di Fróði andarono sempre bene grazie all'astuzia e all'abilità di Erik. Alla fine Erik sposò la sorella di Fróði, Gunvara, e il fratellastro maggiore di Erik, Rollerus (Roller) fu nominato re di Norvegia.
Saxo poi introduce un re degli Svedesi chiamato Alricus (Alrik) che corrisponde all'Alrekr della tradizione norrena. Alrekr era in guerra con Gestiblindus re dei Gautar (i Geati) e costui venne appoggiato da Fróði (nella Saga di Hervör "Gestumblindi" è il nome assunto da Odino travestito, ed è possibile che anche questo Gestiblindus sia Odino travestito).
Erik e Skalk di Scania combatterono e uccisero il figlio di Alrik, Gunthiovus (Gunnþjófr), leader degli uomini di Värmland. Poi Saxo descrive un colloquio segreto tra Alrik ed Erik in cui Alrik tentò di convincere Erik ad unirsi alla sua causa. Quando fallì, Alrik chiese che la guerra fosse decisa da un unico combattimento tra sé stesso e Gestiblindus; Erik rifiutò l'offerto per la debolezza e l'età avanzata di Gestiblindus, ma fece la controfferta di combattere lui stesso quel duello con Alrik. Il combattimento si fece. Alrik fu ucciso ed Erik sembrava ferito mortalmente, perciò il rapporto fatto a re Fróði diceva che Erik era morto, mentre Erik invece stette solo a lungo in convalescenza. Fróði venne a conoscenza della verità solo quando Erik stesso tornò annunciando che Fróði era ora re di Svezia, Värmland, Hälsingland e Solør; Fróði assegnò poi tutte quelle terre ad Erik perché le governasse e gli diede inoltre le due Lapponie, la Finlandia e l'Estonia come paesi tributari.
Saxo spiega che questo Erik fu il primo re svedese a chiamarsi così ma che divenne un nome molto comune dopo di lui presso i re svedesi; scrive anche che Erik incontrò ed aiutò il campione Arngrim, versione che concorda con la Saga di Hervör, dove i figli di Arngrim incontrano il successore di Erik, Yngvi (vedi Angantyr e Hjalmar).
Il fatto che il duello avvenne alla fine di un "colloquio segreto" suggerisce che Alrekr ed Erik fossero soli quando lottarono, come lo erano le loro controparti nelle fonti norrene; il fatto che si credesse che Erik fosse morto suggerisce la conoscenza della versione della Saga degli Ynglingar, in cui entrambi muoiono. Non vengono menzionati morsi, ma Erik non è da nessuna parte un bravo duellante o un campione: è piuttosto un ingannatore che vince grazie a stratagemmi e distorcendo le parole, perciò Saxo o la sua fonte potrebbe aver sorvolato su uno stratagemma che includesse il morso di un cavallo.
Saxo menziona anche il soggiorno di Starkaðr in Svezia nel 6° libro, in un sunto della vita di Starkaðr fino a quel punto della sua storia, ma non indica quale o quali re regnavano allora in Svezia, dicendo solo: egli andò nella terra degli Svedesi, dove visse nell'ozio nello spazio di sette anni con i figli di Frø. Frø è ovviamente il dio Freyr, antenato della dinastia svedese.
All'inizio del 6° libro, Saxo scrive che Erik morì per una malattia e che gli succedette suo figlio Haldanus (Halfdán). Halfdán fu ucciso poi da rivali al trono, ma il guerriero Starkaðr vi insediò l'erede di Halfdán, Siward, come nuovo re; la figlia di Siward, Signe, era sposata con Harald di Danimarca, co-re con suo fratello Fróði. Poi il figlio di Harald, Halfdán, ora re di Danimarca, uccise Siward in guerra, ma il figlio di sua figlia Signe e di Fróði, Erik, erede diretto al trono, si levò contro Halfdán. Dopo una lunga guerra questo secondo Erik fu catturato da Halfdán e lasciato in un bosco in catene per essere divorato dalle belve; con lui, sembra, la linea svedese di Erik l'Eloquente, a quanto dice Saxo, termina.

## Commenti
Non è chiaro se i racconti nelle Gesta Danorum e quelli nella Saga degli Ynglingar su un re danese di nome Halfdán che diventa re di Svezia siano o no collegati.
La tradizione dei due gemelli e dei due cavalli sembra essere un luogo comune nelle civiltà indoeuropee, dove si trovano spesso leggende di fondazioni da parte di due gemelli, uno dei quali uccide l'altro (Romolo e Remo); è possibile che Alrekr ed Eiríkr siano riflessi di tali tradizioni.
L'identificazione di Saxo del leggendario Eirík l'Eloquente con il leggendario re svedese Eiríkr ebbe probabilmente origine da un abbellimento di un cantore favorevole ai Danesi o ai Norvegesi.